# The Rakes
The Rakes byla anglická indie rocková kapela. Začali v roce 2003 a rozpadli se v říjnu roku 2009.

## Historie
The Rakes vydali tři studiová alba. Kapela začala v roce 2003 a ukončila svou činnost v roce 2009 s odůvodněním "Je nám ctí, že jsme měli příležitost psát skladby a společně si zahrát po celém světě. Byly to skvělé časy a velká jízda, ale teď se potřebujeme vyspat.". Z jejich debutového alba Capture/Release pochází singly "22 Grand Job", "Work, Work, Work (Pub, Club, Sleep)", a "Retreat". Několikrát se jejich singly dostali do hitparády TOP 40 nejprodávanějších singlů UK Singles Chart.
The Rakes byli známí svým stylem oblékání. Proto udělali píseň "The World Was A Mess, But His Hair Was Perfect" pro módní přehlídku Dior Homme.
Po rozpadu kapely se bubeník Lasse Petersen přidal k Wolf Gang.

## Diskografie

### Alba
- Capture/Release (2005)
- Ten New Messages (2007)
- Klang (2009)

#### EP
- Retreat 2007